# Osismii

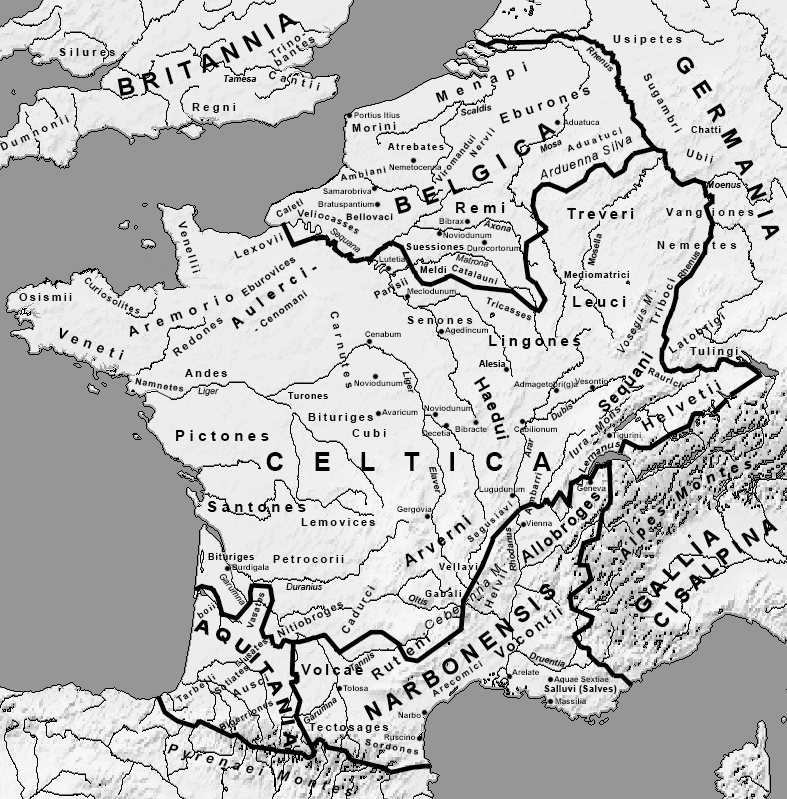
Gallië rond 54 v.Chr., met het gebied van de Osismii aangegeven

De Osismii waren een Gallische volksstam, die ten tijde van hun onderwerping in 57 v.Chr. door Julius Caesar hun woongebied hadden in het westelijke deel van het Armoricaans schiereiland, ongeveer overeenkomend met het huidige Franse département Finistère en de westelijke helft van het département Côtes-d'Armor tot Saint-Brieuc in het tegenwoordige Bretagne. De naam Osismii betekende "de versten" of "zij van het einde van de wereld". De Osismii hadden hun hoofdplaats in Vorgium, het tegenwoordige Carhaix. Daarnaast hadden ze een nederzetting genaamd Vorganium en een oppidum bij Yaudet.
Ten oosten van de Osismii woonden de Coriosolitae, ten zuidoosten woonde de machtige stam der Veneti.
De Osismii werden voor het eerst als Ostimioi vermeld in de vierde eeuw voor Christus, door de Griekse reiziger Pytheas. Hij lokaliseerde de stam aan het einde van het schiereiland Kabaïon, dat nu niet meer geïdentificeerd kan worden. Ook Julius Caesar, Plinius de Oudere en Strabo hebben de Osismii genoemd.
Caesar onderwierp de Osismii in 57 voor Chr. evenals de andere Gallische stammen tijdens de Gallische Oorlog. Een jaar later kwam de stam aan de zijde van de Veneti in opstand tegen de Romeinen tijdens de Venetische Oorlog, maar deze opstand werd neergeslagen. Ook namen zij volgens de genoemde bronnen deel aan de opstand onder Vercingetorix bij het beleg van Alesia.